# Poiana richardsonii
El linsang africano (Poiana richardsonii) es una especie de mamífero carnívoro de la familia Viverridae.

## Distribución y hábitat
Es endémico en Camerún, República Centroafricana, República Democrática del Congo, Guinea Ecuatorial, Gabón, Zaire y la República del Congo.
Habita principalmente en la selva tropical de África ecuatorial. En Zaire se ubican a una altitud promedio de 950 m s. n. m.; al norte de Gabón se le halla a altitudes entre los 300 y 500 m.

## Características
Es un miembro de pequeño tamaño de la familia Viverridae. El promedio de longitud de su cuerpo es de 33-38 cm. la longitud de su cola oscila entre 35 y 40 cm. Tiene una talla hasta los hombros de 15-18, normalmente pesan entre 500 y 700 g. Tienen cuerpos alargados con oreja de forma triangular de mediano tamaño y un hocico puntiagudo.
El pelaje varía de amarillo pálido a marrón grisáceo sobre la parte dorsal. El vientre varía de color blanco a crema. La región dorsal tiene machas de forma redondeada u oval de color obscuro o negro. Estas manchas se distribuyen en forma lineal de a 4 o 5 a cada lado del cuerpo. La cola posee de 10 a 14 anillos de color negro; la punta de la cola puede ser negra o de color claro.
Las extremidades son cortas, los miembros anteriores son ligeramente más cortos que los traseros. la especie tiene las plantas de los pies provistos de pelo, excepto las almohadillas de los dedos.Tiene cinco dedos en los dos miembros anteriores y las garras son curvas y semiretráctiles.
Los ojos son de mediano tamaño. Los caninos son delgados, los premolares tienen cúspides puntiagudas y los molares son relativamente pequeños. La mandíbula inferior es notable es esta especie por ser débil. La fórmula dental es 3/3-1/1-4/4-1/2.

## Comportamiento
Es un animal de hábitos arbóreos. Su dieta es omnívora alimentándose de roedores, insectos, aves pequeñas, frutas, nueces y otros vegetales. A pesar de que sus hábitos reproductivos son poco conocidos, se sabe que tienen dos o tres crías al año o dos veces al año.

## Conservación
La especie en la Lista Roja de la UICN se considera una especie bajo preocupación menor. Sin embargo es objeto de caza por parte de los humanos por su piel y su carne. No se conoce con certeza de otros depredadores, pero por su tamaño podría ser víctima de animales nocturnos como búhos, carnívoros grandes y serpientes.